# Tasiocera jenkinsoni
Tasiocera jenkinsoni är en tvåvingeart som beskrevs av Freeman 1951. Tasiocera jenkinsoni ingår i släktet Tasiocera och familjen småharkrankar. Inga underarter finns listade i Catalogue of Life.